# Буња
„Буња“ је југословенски телевизијски филм из 1985. године. Режирао га је Бранко Милошевић, а сценарио су писали Филип Давид и Вељко Петровић

## Улоге
| Глумац           | Улога           |
| ---------------- | --------------- |
| Карољ Фишер      |                 |
| Миодраг Лончар   | Стипе Паштровић |
| Матија Пасти     |                 |
| Иби Ромхањи      |                 |
| Стеван Шалајић   |                 |
| Александра Симић |                 |
| Олга Војновић    | Флора           |